# Елегия (български филм)
„Елегия“ е български игрален филм (драма) от 1982 година на режисьора Едуард Захариев, по сценарий на Александър Томов. Оператор е Георги Николов. Създаден е по разказа „Смъртта на Шияка“ на Александър Томов. Музиката във филма е композирана от Валентин Ботев.

## Състав

### Актьорски състав
| Изпълнител                    | Роля                             |
| ----------------------------- | -------------------------------- |
| Ицхак Финци (като Ицко Финци) | Иван Шияков                      |
| Христина Костадинова          | съпруга на Иван и майка на Косьо |
| Антон Радичев                 | Косьо Шияков, синът на „Шийката“ |
| Мариана Димитрова             | Снахата Тинка Шиякова            |
| Катя Паскалева                | Кръчмарката Здравка              |
| Панайот Янев                  | Милиционерът Кирил Пешев         |
| Павел Поппандов               | Перо табладжията                 |
| Иван Янчев                    | адвокат обвинител                |
| Рени Изетова                  |                                  |
| Петър Димов                   |                                  |
| Елена Кънева                  | адвокат на защитата              |
| Иван Кадийски                 | Внучето                          |
| Панайот Касабов               |                                  |
| Методи Атанасов               |                                  |

### Творчески и технически екип
| Сценарий             | Александър Томов                                                            |
| Режисьор             | Едуард Захариев                                                             |
| Оператор             | Георги Николов                                                              |
| Художник             | Георги Тодоров                                                              |
| Редактор             | Цветана Коларова                                                            |
| Монтаж               | Магдалена Кръстева                                                          |
| Музика               | Валентин Ботев                                                              |
| Звук                 | Любомир Стефанов                                                            |
| Костюми              | Анна Маркова                                                                |
| Втори режисьори      | Димитър Георгиев Васил Кирилов                                              |
| Скриптер             | Карамфилка Щерева                                                           |
| Втори оператор       | Емил Пенев                                                                  |
| Асистент-оператори   | Христо Александров Владимир Станков Пламен Гелинов Михаил Михайлов          |
| Асистенти по монтажа | Аракси Мухибян Таня Иванова                                                 |
| Реквизит             | Росица Хампарова                                                            |
| Гардероб             | Елена Коцева Виктория Манова                                                |
| Грим                 | Магдалена Караманова                                                        |
| Фотограф             | Светла Петкова                                                              |
| Бригадир осветител   | Ангел Ангелов                                                               |
| Фарт                 | Александър Павлов                                                           |
| Режисьор-сътрудник   | Пламен Масларов                                                             |
| Заместник-директор   | Васил Груев                                                                 |
| Директор             | Борислав Симов                                                              |
| Distributed by       | Българска кинематография Студия за игрални филми „Бояна“ /Copyright © 1982/ |